# Quantum Aspects of Life
Quantum Aspects of Life (Kwantowe aspekty życia) - monografia poświęcona roli mechaniki kwantowej w biologii. Książka ma formę naukowej debaty ze wstępem autorstwa sir Rogera Penrose'a. Monografia ta zawiera zarówno sceptyczne  jak i przychylne opinie i poglądy na temat roli teorii kwantów w takich dziedzinach jak biofizyka, chemia kwantowa, nanotechnologia, biologia matematyczna, teoria złożoności, filozofia etc.
Szereg dyskutowanych problemów  ma korzenie w książce Erwina Schrödingera What Is Life?.

## Spis treści
- Wstęp Sir Roger Penrose
- Rozdział 1: "A Quantum Origin of Life?" by Paul C. W. Davies
- Rozdział 2: "Quantum Mechanics and Emergence" by Seth Lloyd
- Rozdział 3: "Quantum Coherence and the Search for the First Replicator" by Jim Al-Khalili and Johnjoe McFadden
- Rozdział 4: "Ultrafast Quantum Dynamics in Photosynthesis" by Alexandra Olaya Castro, Francesca Fassioli Olsen, Chiu Fan Lee, and Neil F. Johnson
- Rozdział 5: "Modeling Quantum Decoherence in Biomolecules" by Jacques Bothma, Joel Gilmore, and Ross H. McKenzie
- Rozdział 6: "Molecular Evolution: A Role for Quantum Mechanics in the Dynamics of Molecular Machines that Read and Write DNA" by Anita Goel
- Rozdział 7: "Memory Depends on the Cytoskeleton, but is it Quantum?" by Andreas Mershin and Dimitri V. Nanopoulos
- Rozdział 8: "Quantum Metabolism and Allometric Scaling Relations in Biology" by  Lloyd Demetrius
- Rozdział 9: "Spectroscopy of the Genetic Code" by Jim D. Bashford and Peter D. Jarvis
- Rozdział 10: "Towards Understanding the Origin of Genetic Languages" by Apoorva D. Patel
- Rozdział 11: "Can Arbitrary Quantum Systems Undergo Self-Replication?" by Arun K. Pati and Samuel L. Braunstein
- Rozdział 12: "A Semi-Quantum Version of the Game of Life" by Adrian P. Flitney and Derek Abbott
- Rozdział 13: "Evolutionary Stability in Quantum Games" by Azhar Iqbal and Taksu Cheon
- Rozdział 14: "Quantum Transmemetic Intelligence" by Edward W. Piotrowski and Jan Sładkowski
- Rozdział 15: "Dreams versus Reality: Plenary Debate Session on Quantum Computing" For panel: Carlton M. Caves, Daniel Lidar, Howard Brandt, Alex R. Hamilton; Against panel: David K. Ferry, Julio Gea-Banacloche, Sergey M. Bezrukov, Laszlo B. Kish; Debate chair: Charles R. Doering; Transcript Editor: Derek Abbott.
- Rozdział 16: "Plenary Debate: Quantum Effects in Biology: Trivial or Not?" For panel: Paul C. W. Davies, Stuart Hameroff, Anton Zeilinger, Derek Abbott; Against panel: Jens Eisert, Howard M. Wiseman, Sergey M. Bezrukov, Hans Frauenfelder; Debate chair: Julio Gea-Banacloche; Transcript Editor: Derek Abbott.
- Rozdział 17: "Non-trivial Quantum Effects in Biology: A Skeptical Physicist’s View" Howard M. Wiseman and Jens Eisert
- Rozdział 18: "That’s Life! — The Geometry of π Electron Clouds" Stuart Hameroff